# Speelgoedmuseum (Brussel)
Het Speelgoedmuseum is een museum in Brussel, in de Verenigingstraat. Het museum werd opgericht in 1990 door André Raemdonck, een gepassioneerde verzamelaar van speelgoed.
Dit museum, ingericht in een 19de-eeuws herenhuis, bestaat uit rond de 35.000 voorwerpen uit 1830 tot heden. Er zijn tinnen soldaatjes, modeltreinen, poppen, hobbelpaarden en houten puzzels van eerdere generaties. Veel speelgoed mag ook worden aangeraakt en/of gebruikt worden om mee te spelen.
In 2020 kwam Raemdonck te overlijden en werd het beheer van het museum overgenomen door zijn dochter Dominique.

## Huisvesting
Het pand waar het museum zich in bevindt stamt uit 1878 en kent veel achterstallig onderhoud. Het Franse Gemeenschapscommissie(COCOF) heeft in 2019 alle subsidies ingetrokken vanwege geconstateerde veiligheidsproblemen.

## Galerij met enkele objecten uit de collectie

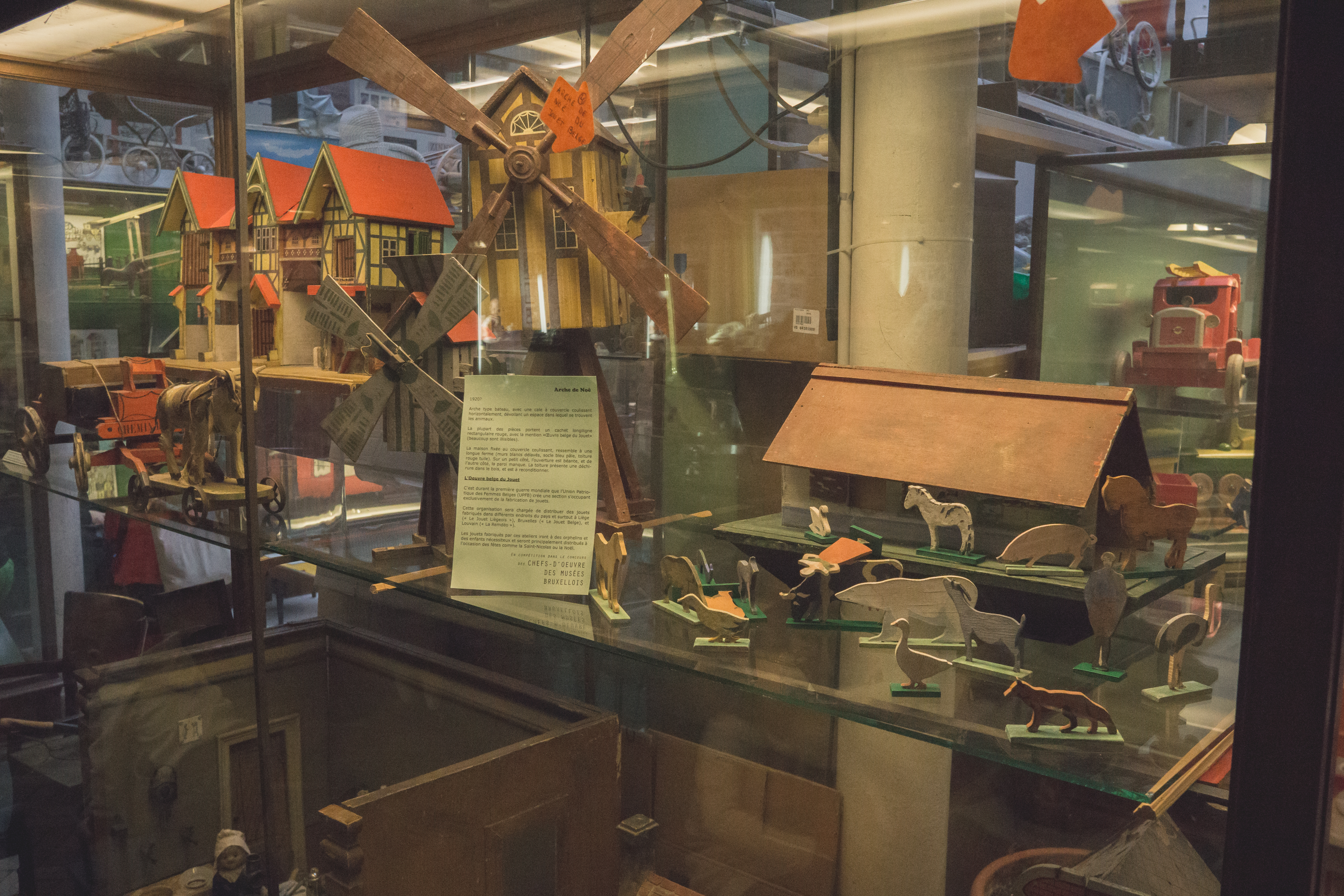
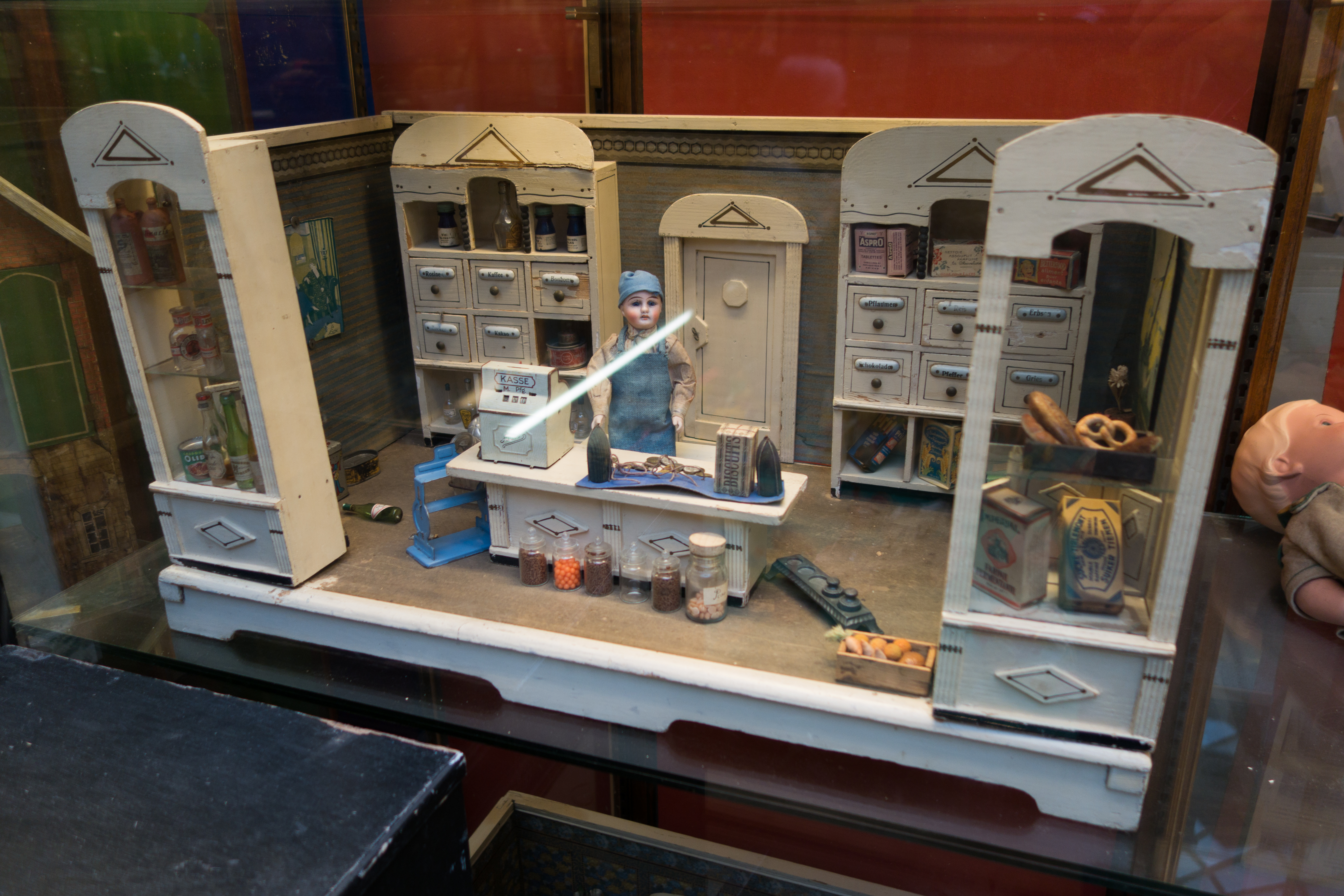
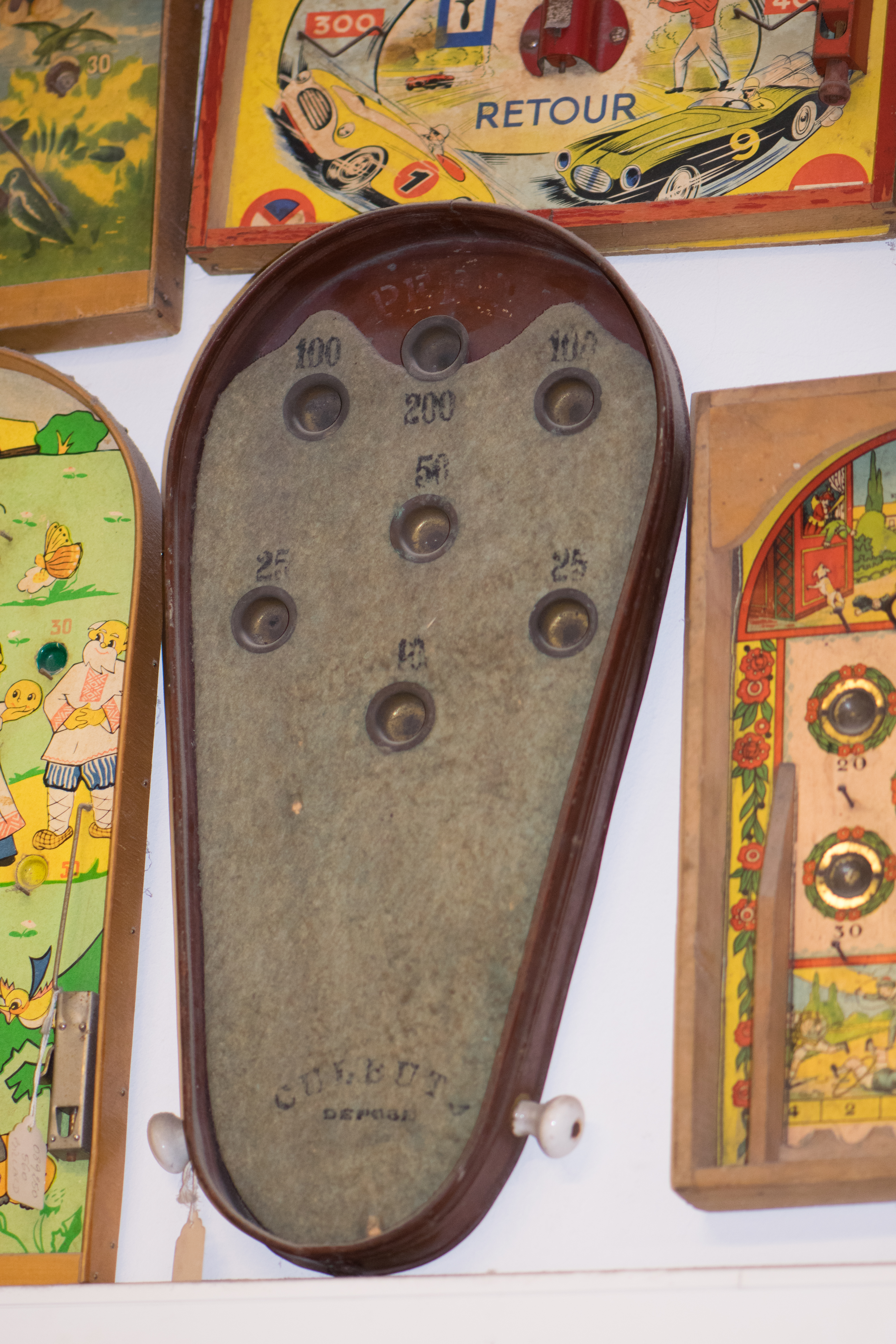
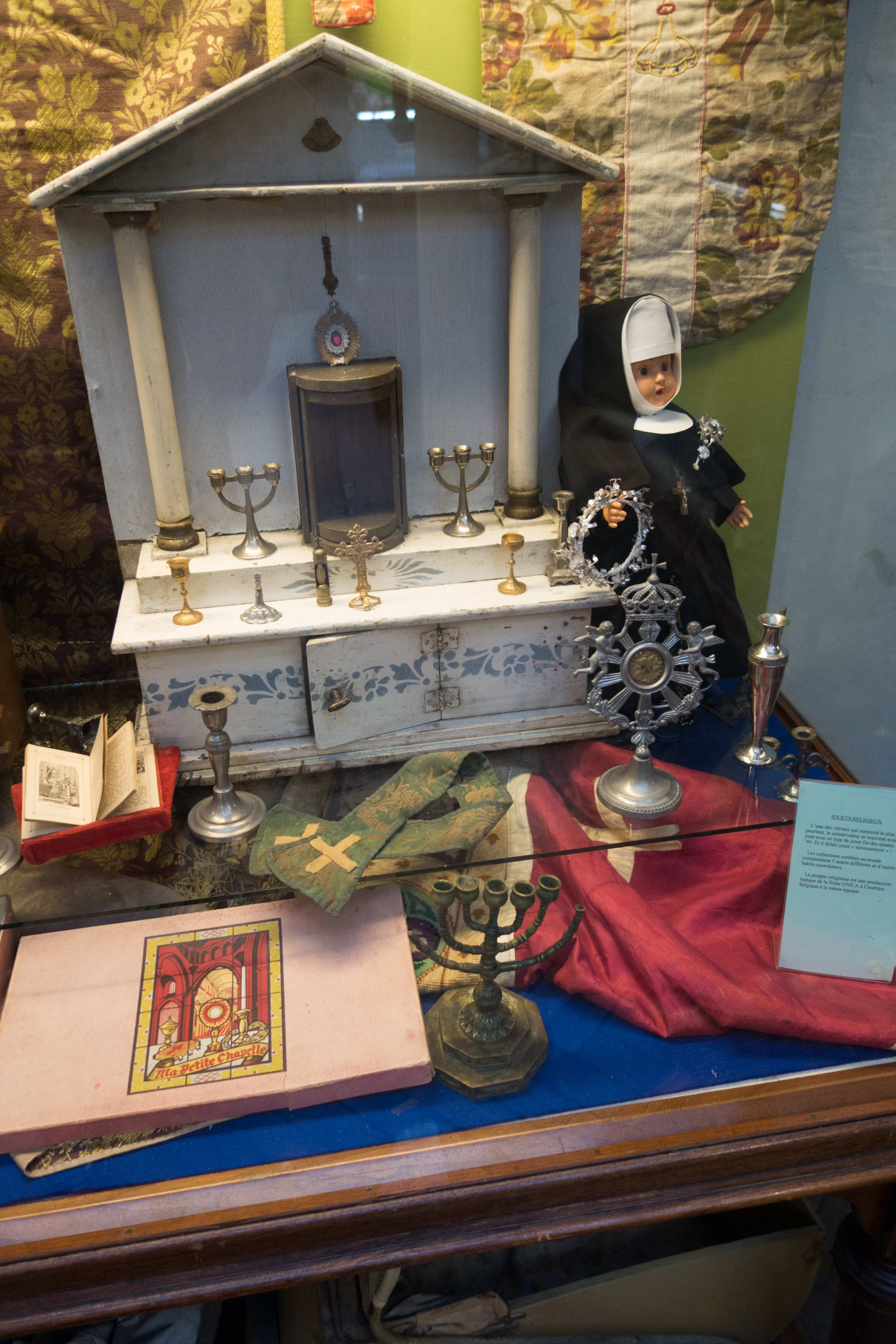
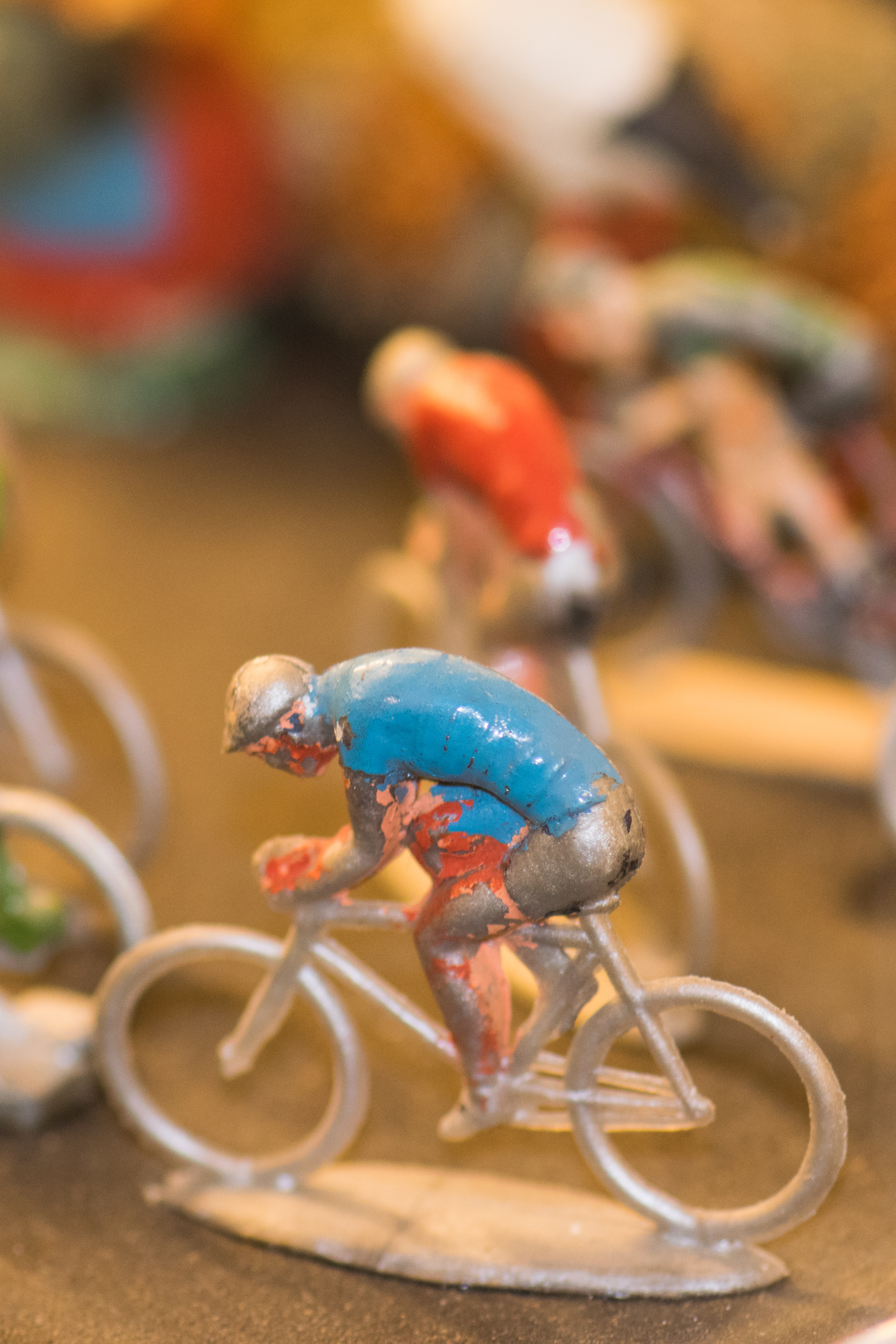